# Kalin Najdenow
Kalin Georgiew Najdenow (bułg. Калин Георгиев Найденов, ur. 18 lutego 1865 w Szirokiej łyce, zm. 16 kwietnia 1925 w Sofii) − bułgarski wojskowy, generał porucznik, minister wojny w latach 1915−1918.

## Życiorys
Urodził się we wsi Sziroka łyka (gm. Smolan), jego ojciec Georgi Najdenow uczestniczył w działaniach komitetu rewolucyjnego mającego za cel wyzwolenie Bułgarii spod panowania tureckiego. W rodzinnej wsi ukończył szkołę podstawową, a następnie gimnazjum w Płowdiwie. Po ukończeniu w 1879 roku szkoły został nauczycielem najpierw we wsi Stojkite, a potem Sziroka łyka.
W 1883 roku wstąpił do szkoły wojskowej w Sofii, którą ukończył w 1885 roku z wyróżnieniem. Potem został dowódcą 6 półbaterii w 1 pułku artylerii, wziął udział w wojnie serbsko-bułgarskiej i został ranny w bitwie pod Sliwnicą (17 – 19.10.1885).
Po zakończeniu wojny został adiutantem pułku w 1 pułku artylerii, a następnie służył w 3 pułku artylerii.
W latach 1888–1891 był słuchaczem Akademii Wojskowej w Turynie, na wydziale artylerii i inżynierii.
Po powrocie do kraju został zastępcą szefa inspekcji artylerii armii bułgarskiej. W tym czasie wyjeżdżał do Niemiec, Francji i Wielkiej Brytanii, gdzie zaznajamiał się z produkcją uzbrojenia artyleryjskiej i dostawami tej broni dla armii bułgarskiej. Był przewodniczącym komisji odbiorczej dział z zakładów Kruppa. Funkcję tę pełnił w latach 1892–1893.
W 1894 roku został dowódcą baterii w 4 pułku artylerii i jednocześnie wykładowcą w szkole wojskowej w Sofii. W latach 1895–1898 był komendantem arsenału artyleryjskiego w Sofii. W latach 1899–1901 pełnił obowiązki dowódcy 4 pułku artylerii. Od października 1901 był szefem wydziału technicznego w Inspekcji Artylerii i jednocześnie Komendantem oficerskiej szkoły artylerii, funkcję tę pełnił do 1908 roku.
W 1908 roku przeszedł do służby liniowej i został dowódcą 2 pułku artylerii, które pełnił do 1912 roku.
W 1912 roku został pomocnikiem szefa artylerii armii czynnej i na tym stanowisku uczestniczył w I i II wojnie bałkańskiej. Po demobilizacji armii czynnej w 1913 roku został Inspektorem Artylerii armii bułgarskiej.
Po wybuchu I wojny światowej i przystąpienia do niej Bułgarii, w dniu 21 września 1915 roku został ministrem wojny w rządzie W. Radosławowa i pełnił ją do czasu dymisji rządu w dniu 21 czerwca 1918 roku.
W dniu 25 czerwca 1918 roku został generałem do specjalnych poruczeń w Ministerstwie Wojny i funkcję tę pełnił do 20 października 1918 roku kiedy został przeniesiony do rezerwy.
W październiku 1921 roku został skazany na 15 lat więzienia jako sprawca tzw. trzeciej katastrofy narodowej (klęski Bułgarii w czasie I wojny światowej). Wyrok ten uchylono na mocy amnestii w dniu 16 czerwca 1924 roku.
W czasie służby wojskowej, jak również po jej zakończeniu był on autorem podręczników i instrukcji artylerii. Napisał również szereg książek i artykułów na temat uzbrojenia artyleryjskiego, taktyki jej działania, zarówno w sensie historycznym jak również przyszłości artylerii. Były one wydawane w języku bułgarskim, ale także ukazywały się w fachowych pismach zagranicznych.
Zginął w dniu 16 kwietnia 1925 roku w zamachu bombowym w cerkwi „Sweta Nedelja”.

## Awanse
- podporucznik  (Подпоручик) (30.08.1885)
- porucznik  (Поручик) (06.05.1887)
- kapitan  (Капитан) (18.05.1890)
- major  (Майор) (08.02.1895)
- podpułkownik  (Подполковник) (05.02.1902)
- pułkownik  (Полковник) (19.09.1906)
- generał major  (Генерал-майор) (14.02.1914)
- generał porucznik  (Генерал-лейтенант) (30.05.1917)

## Odznaczenia
- Order za Waleczność kl. III
- Order Św. Aleksandra kl. III z mieczami
- Order Św. Aleksandra kl. V
- Order Zasługi Wojskowej kl. I z wojskową dekoracją
- Order Zasługi Wojskowej kl. V
- Order Zasługi Cywilnej z wojskową dekoracją
- Order Orła Czerwonego I st. (Prusy)
- Krzyż Żelazny II kl. (Niemcy)
- Order Korony Żelaznej I st. (Austro-Węgry)
- Krzyż Żelaznego Półksiężyca (Turcja)
- Order Medżydów I st. (Turcja)
- Kawaler Orderu Legii Honorowej (Francja)
- Order Krzyża Takowy IV st. (Serbia)
- Order Lwa I Słońca III st. (Iran)